# Reichsritterschaft

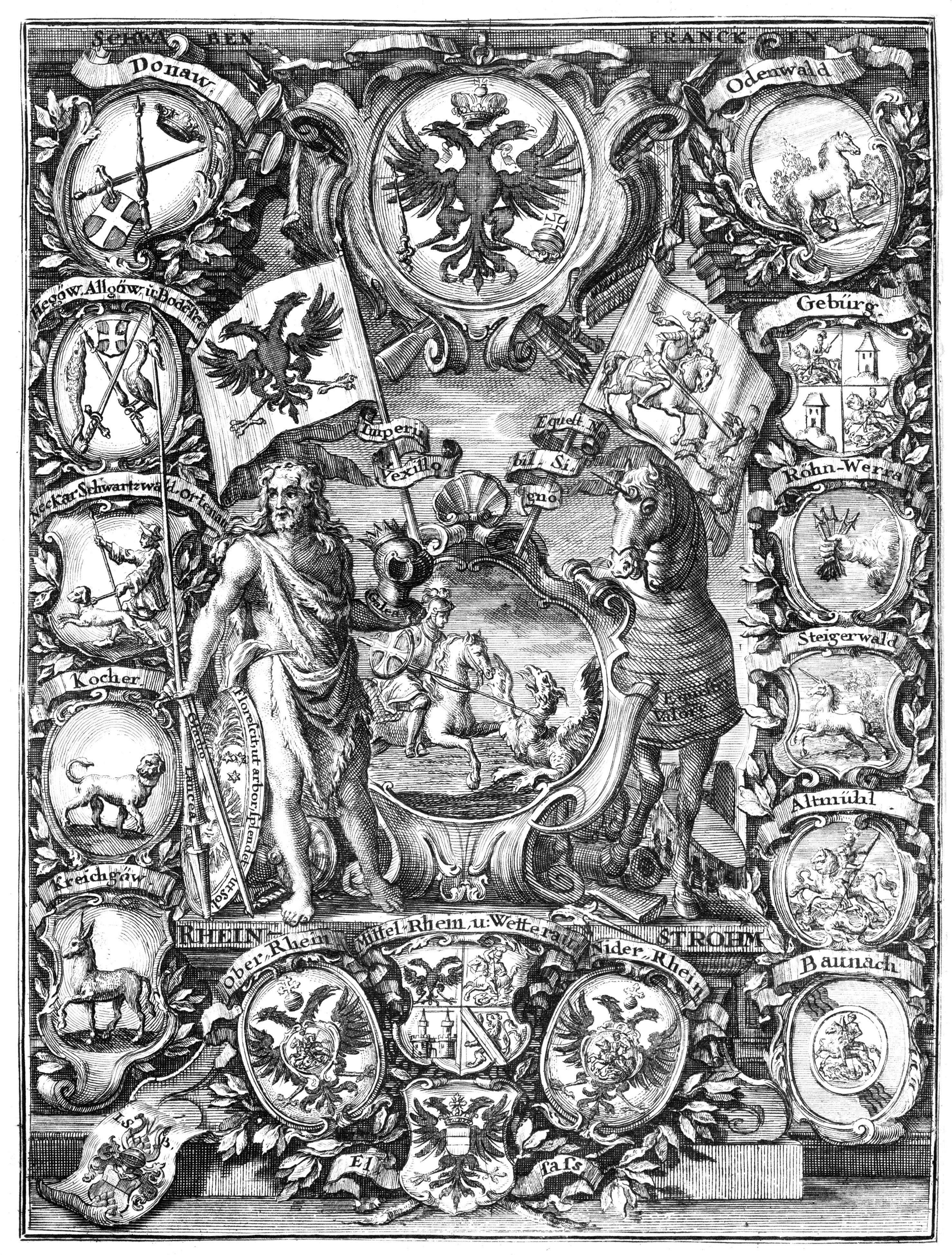
Reichs-Ritterkreis, Johann Stephan Burgermeister, 1721

Die Reichsritterschaft war im Heiligen Römischen Reich die Gemeinschaft des reichsfreien Adels, der ein reichsunmittelbares („immediates“) Lehensverhältnis zu Kaiser und Reich bewahren oder neu erlangen konnte (Reichsritter).
Anlässlich des Reichstags zu Worms 1495 erhielten die Inhaber großer Reichslehen (Kurfürsten, Fürsten, Herzöge, Grafen sowie die Reichsprälaten) erbliche Sitze und wurden dadurch zu Reichsständen. Die ritterlichen Inhaber der kleinen Reichslehen hingegen, welche sich hauptsächlich in Süd- und Westdeutschland befanden, erhielten keine solchen Sitze und damit keine Reichsstandschaft. Sie schlossen sich daraufhin ab Mitte des 16. Jahrhunderts in 15 „Ritterorten“ (später „Kantone“ genannt) zusammen, um politisch ihre Interessen geltend zu machen. 1542 wurden genaue Matrikel über die Mitglieder angelegt. 1577 wurden die Ritterorte in drei „Ritterkreisen“ zusammengefasst: dem Fränkischen Ritterkreis, dem Schwäbischen Ritterkreis und dem Rheinischen Ritterkreis.

## Reichsritter
Die Mitglieder werden historisch erklärend als Reichsritter bezeichnet, titulierten aber offiziell einfach als „Ritter“ (in Diplomen gelegentlich auch als „des Reichs Ritter“). Das Präfix „Reichs-“ soll anzeigen, dass diese Adligen direkt dem König bzw. Kaiser des Reichs und nicht einem Landesfürsten unterstanden. Sie waren damit zwar reichsunmittelbar, gehörten jedoch nicht zu den Reichsständen, da sie keinen eigenen Sitz mit Stimmberechtigung im Reichstag besaßen. Sie werden daher auch dem Niederen und nicht dem Hohen Adel zugerechnet. Durch Erbschaft oder Kauf eines solchen Reichslehens konnte eine Adelsfamilie auch später noch in diese Ritterkreise aufgenommen werden. Das (historisch oft eher zufällige) Immediatverhältnis zum Reich stellte die Reichsritter als Angehörige des niederen Adels standesrechtlich aber nicht über solche Adlige, die lehnsrechtlich einem Landesherren unterstanden.
Reichsritter konnten vom Kaiser auch in den Freiherren- oder Grafenstand erhoben werden und bezeichneten sich dann oft als Reichsfreiherren oder Reichsgrafen. Damit war aber in der Regel nicht der Aufstieg vom Reichsritter in die Reichsstandschaft verbunden, da Letztere an den Territorien hing, nicht am Titel. Nur durch den Erwerb eines Territoriums mit Sitz und Stimme im Reichstag war ein Aufstieg in den Kreis der Reichsfürsten und damit die Reichsstandschaft möglich. (Ausnahme war die Aufnahme als Personalist, diese aber nicht erblich.) In sehr seltenen Fällen nur wurden neue erbliche Sitze im Reichstag geschaffen.
Als „Reichsfreiherren“ oder „Reichsgrafen“ wurden allerdings auch solche Adligen bezeichnet, die ihre Titel zwar vom Kaiser verliehen bekommen hatten, ohne aber Inhaber reichsunmittelbarer Herrschaften zu sein bzw. der Reichsritterschaft anzugehören. Auch solche Titelträger blieben im Niederen Adel.
Mit dem Ende des Heiligen Römischen Reichs 1806 wurden die drei Ritterkreise aufgelöst und die Reichsritter kamen durch Mediatisierung unter die Herrschaft von Mitgliedsstaaten des Deutschen Bundes. Am Ende des Alten Reiches umfasste die Reichsritterschaft etwa 350 Familien mit ungefähr 450.000 Untertanen.

## Geschichte

### Ursprünge und Vorläufer

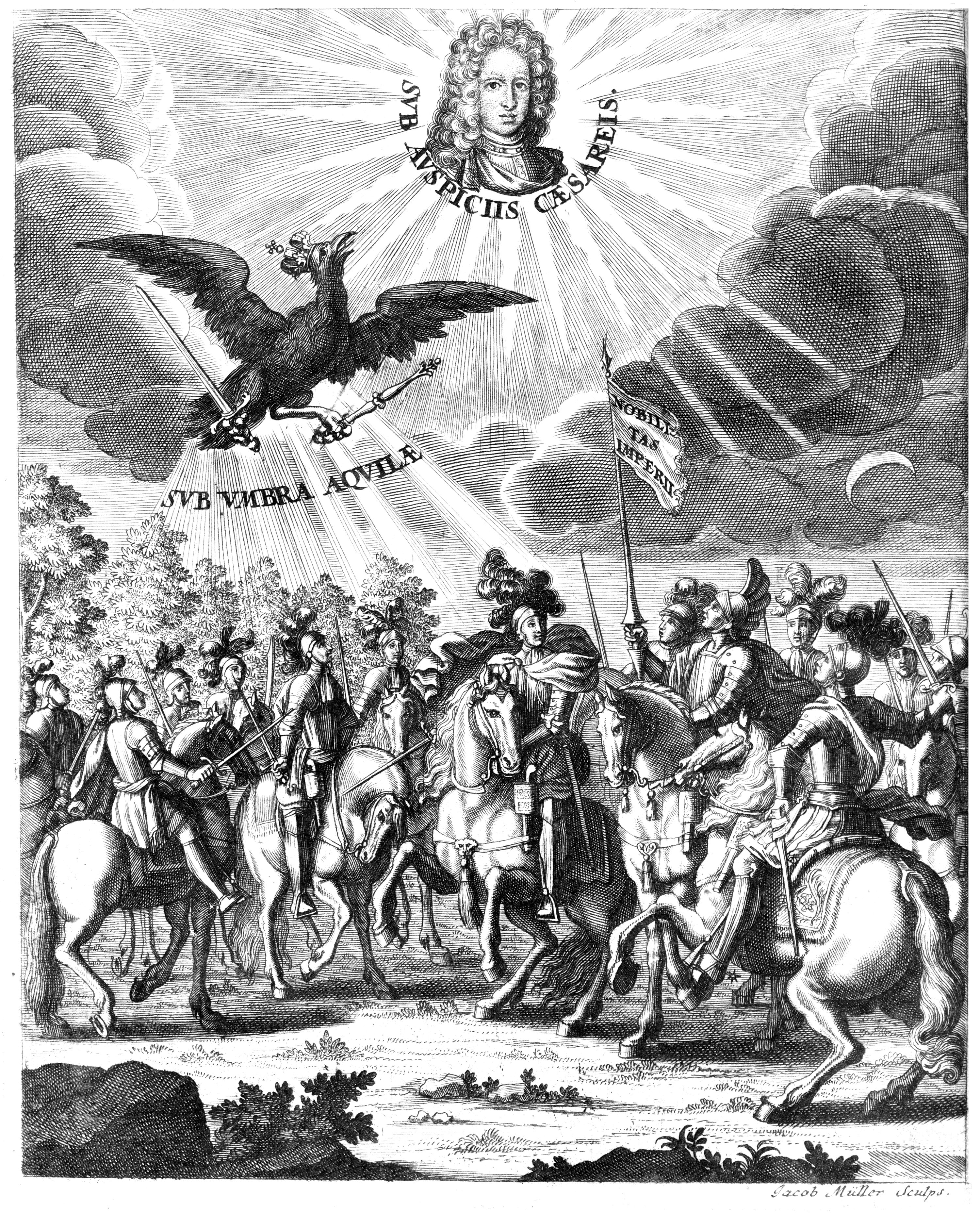
Observationes Illustres Juridico-Equestres: Zweyter Theil / Worinnen vornemlich von Des H.R. Reichs-Ohnmittelbahren Freyen Ritterschafft In Schwaben / Francken / Rheinstrom und Elsas, 1710

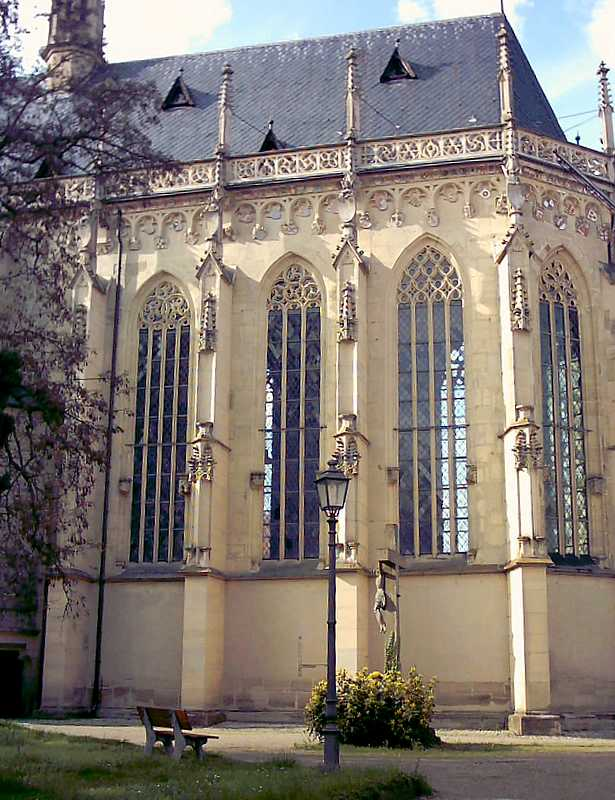
Denkmal ritterlichen Selbstbewusstseins und ritterlicher Organisation: Die Ritterkapelle Haßfurt mit den Wappenschilden des fränkischen und schwäbischen Adels

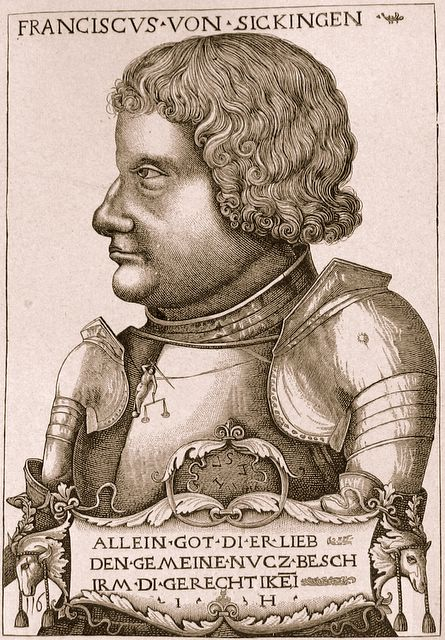
In zahlreiche Fehden verwickelt: Franz von Sickingen

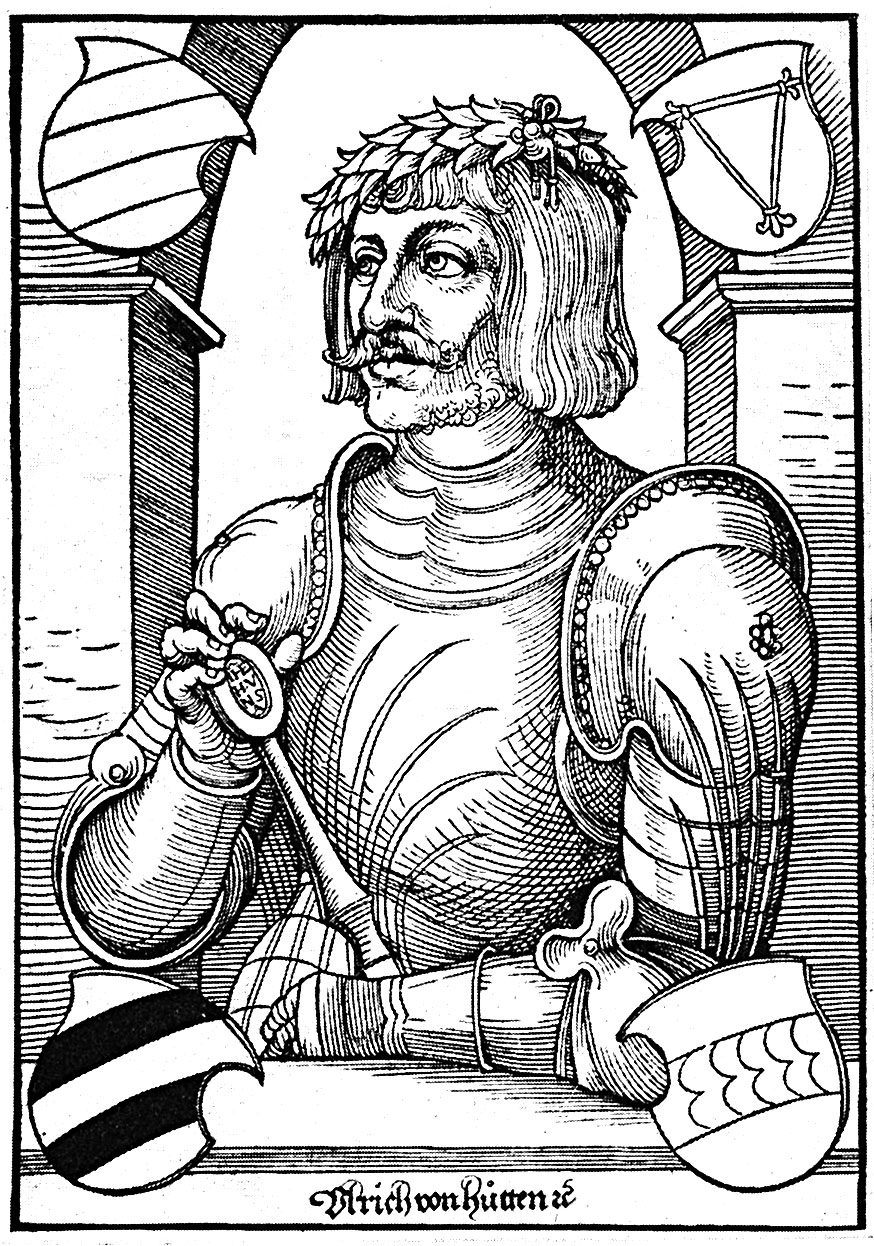
Der Humanist und „Pfaffenfresser“ Ulrich von Hutten

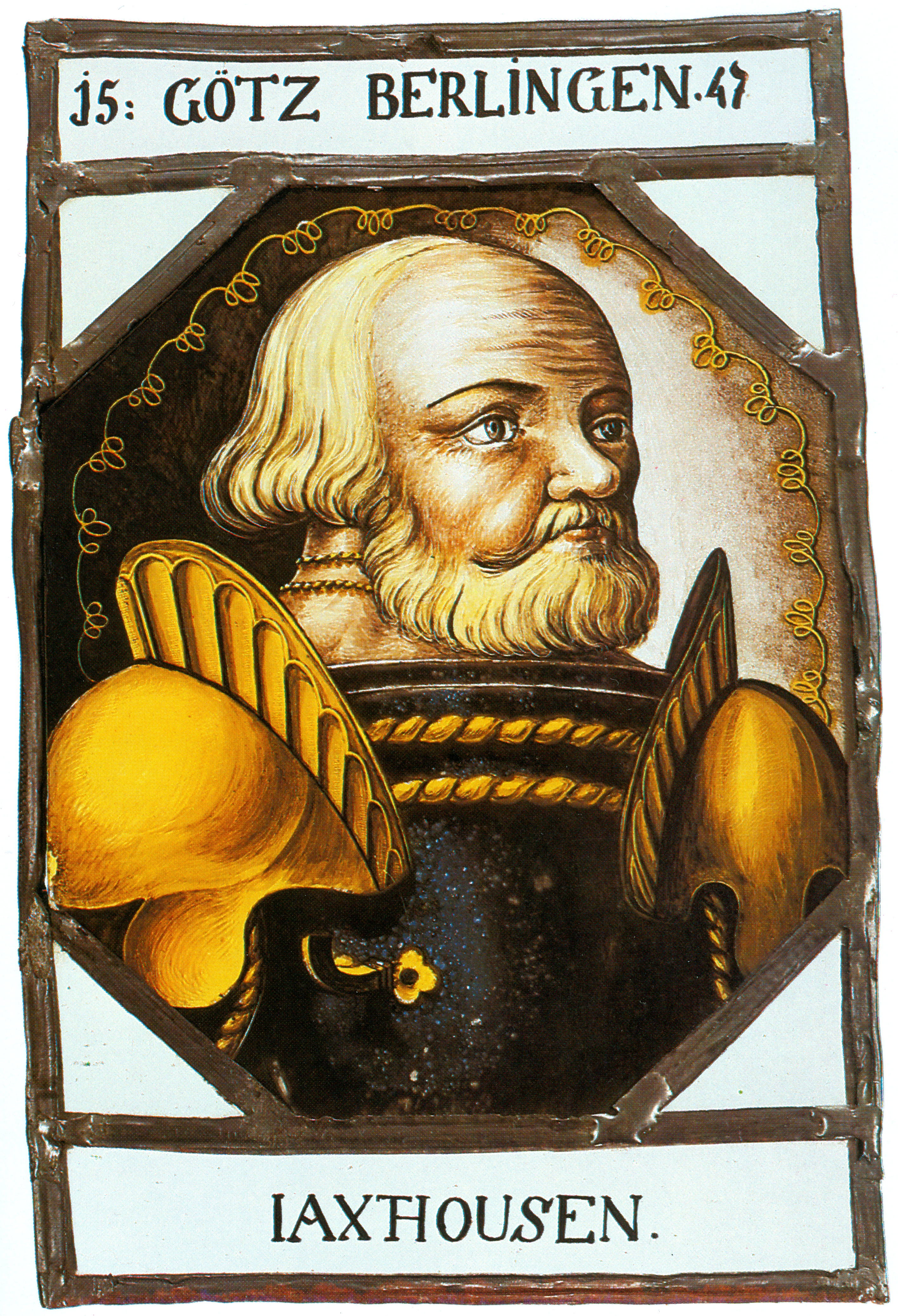
Durch Johann Wolfgang von Goethe zu literarischem Ruhm gelangt: Der schwäbische Reichsritter Götz von Berlichingen

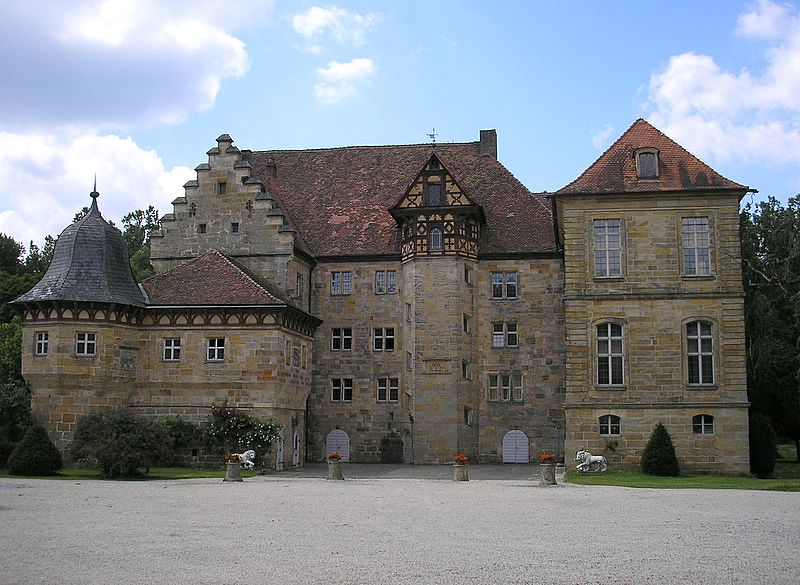
Schloss Eyrichshof bei Ebern: Der Sitz einer der zahlreichen Linien der Freiherren von Rotenhan (Ritterkanton Baunach)

Die Ursprünge der Reichsritterschaft sind in der adligen Vasallität des Hochmittelalters zu suchen. Im deutschen Südwesten konnten sich hier insbesondere die Dienstleute/Ministerialen der Staufer von der Unterordnung unter mächtigere Herren freihalten, nachdem das Königsgeschlecht 1268 in direkter Linie erloschen war. In der Folge versuchten zwar die Habsburger, sich als Herzöge von Schwaben zu etablieren. Johann Parricida starb jedoch um 1313 ohne Nachfolger. Weitere Versuche der Wiederherstellung des Herzogtums scheiterten, das Gebiet begann in zahlreiche kleine und größere Territorien zu zerfallen. Eine ähnliche Entwicklung vollzog sich im ehemaligen Herzogtum Franken.
Die „Reichsritterschaft“ konnte sich nur in Gebieten ohne eine starke Territorialmacht entwickeln und behaupten. Die direkte Lehnsbeziehung zum Reich war meist die Folge eines Aussterbens der ursprünglichen, mittelalterlichen Lehnsgeber, wodurch das Oberlehen an das Reich und sein Oberhaupt zurückgefallen (und anschließend nicht neu ausgegeben worden) war. Die Nachfahren der Reichsministerialen aus dem Hochmittelalter hingegen, die ihre Lehen schon immer direkt vom Reich genommen und über die Generationen ausgebaut hatten, waren gegen Ende des Mittelalters zumeist schon in den Grafenstand aufgestiegen und gehörten in ihrer Mehrzahl – sofern die jeweilige Familie dann noch existierte – ab 1495 zu den Reichsständen und damit zum Hochadel.
Als Vorläufer der Ritterkreise waren bereits im 14. und 15. Jahrhundert Adelsgesellschaften entstanden, die dem wachsenden Druck der benachbarten Fürsten eine genossenschaftliche Organisation entgegensetzen wollten. Diese Gesellschaften wurden jedoch mehrmals verboten, so etwa 1356 (Goldene Bulle) und 1396. Als gesellschaftliche oder religiöse Institutionen und Turniergesellschaften bestanden diese Bünde jedoch weiter, ihre Mitglieder konnten sich später oft in der Reichsritterschaft etablieren.
Ein großer Teil der späteren Reichsritterschaft entstammte der ehemaligen Ministerialität der Hochstifte, der Klöster und des Hochadels. Aber auch viele ehemals edelfreie Geschlechter hatten sich im Laufe des Hochmittelalters der Lehnshoheit mächtiger Herren unterworfen, auch um zur Absicherung jüngerer Söhne weitere Lehen erlangen zu können. Solche Dienstverhältnisse waren oftmals sehr lukrativ, die Dienstmannen erreichten hohe Stellungen an den Höfen. Die Lehnsbeziehung zum Reich stand also der Begründung gleichzeitiger Lehnsbeziehungen zu Landesherren (für andere Grundherrschaften) nicht entgegen. Die Mehrheit der schwäbischen Ritterschaft nahm etwa ihre 1561 vom Kaiser bestätigte Ordnung erst an, nachdem die Territorialmächte Württemberg und Pfalz ihnen zugesichert hatten, die von ihnen genommenen alten Lehen nicht zu entziehen.
Besonders im Umfeld der Reformation kam es auch zu gewalttätigen Auseinandersetzungen der Ritterschaft mit den Territorialherren. Die Landfriedensverordnungen des Spätmittelalters hatten aber die Fehde als Mittel der ritterlichen Selbsthilfe drastisch eingeschränkt. Wirtschaftliche Schwierigkeiten zwangen zudem einige Familien, ihren Eigenbesitz an die Landesherren zu veräußern.

### Entstehung
Die Reichsritterschaft wird manchmal als der „Mörtel des Alten Reiches“ bezeichnet. Sie sicherte dem Kaiser einen gewissen Einfluss im Reichsgebiet und setzte den Ambitionen der umliegenden Territorialherren Grenzen. 1422 erlaubte deshalb Kaiser Sigismund die bis dahin faktisch illegalen Ritterbünde und wollte sie gar in eine große Reichsreform einbeziehen. Erst auf dem Wormser Reichstag von 1495 wurde die Reichsritterschaft als Korporation anerkannt. Auf diesem Reichstag wurde mittels eines Vertrages zwischen dem Kaiser und den Reichsständen der Reichstag als dauernde Institution der Reichsverfassung geschaffen und seine Sitze an die Reichsstände verteilt. Die Sitze waren an bestimmte Territorien gebunden, allerdings bekamen nur die Inhaber großer Reichslehen, sogenannter Fahnlehen und Zepterlehen, also Kurfürsten, Herzöge, Fürsten, Grafen und Reichsprälaten solche Sitze zugeteilt. Die Reichsritter, deren Grundherrschaften von der Größe her meist nur durchschnittlichen Rittergütern entsprachen, die von einem Landesfürsten zu Lehen gingen, erhielten keine solchen Sitze und damit keine Reichsstandschaft.
Neben ihren Reichslehen (und bisweilen zusätzlichen Lehen benachbarter Reichsfürsten) konnten die Ritter aber oft auch umfangreichen Allodialbesitz (Eigenbesitz) bewahren bzw. erwerben. Nach der blutigen Niederschlagung der Bauern- und Bürgerrevolten des frühen 16. Jahrhunderts erhielten viele Geschädigte zusätzlich hohe Entschädigungssummen, die zur Reparatur der alten Burgen, öfter aber zum Neubau repräsentativer Schlossanlagen verwendet wurden. Hier kam es oft zu weit überhöhten Forderungen, die den Rittern meist auch bewilligt wurden. Der Würzburger Stadtschreiber Cronthal bezeugt diesen Umstand mit den Worten: „… so wurde jedoch manches Haus, Schloß … weit höher angeschlagen, dann sie in Grund und Boden wert gewesen … daraus sie … hübsche neue Schlösser und Paläste bekamen“. Der fränkische Ritter Valentin Schott, Amtmann zu Königshofen im Grabfeld, schrieb in einem Brief an seine Schwester: „Ich bin … – Dank den dummen Bauern, dass sie sich empört! – reicher, denn ich je gewesen, weil Haus und erlittener Schaden angeschlagen worden über Gebühr.“ Allerdings stellten sich auch einige Ritter freiwillig auf die Seite der Aufständischen oder wurden dazu gezwungen. Ein bekanntes Beispiel ist hier der „Ritter mit der eisernen Hand“, der freie Reichsritter Götz von Berlichingen, der deshalb nach Beendigung der Kampfhandlungen den Hochstiften Mainz und Würzburg eine Entschädigung von 25.000 Gulden geloben musste.
Zahlreiche Ritter wurden im 16. und 17. Jahrhundert mit dem Freiherren-Titel oder dem Grafen-Titel ausgezeichnet und dadurch im Adelsrang erhöht. Dies hatte jedoch keine Aufnahme in die Reichsstände zur Folge, denn diese hing nicht von einem Titel ab, sondern vom Besitz eines bestimmten stimmberechtigten Territoriums. Neue erbliche Sitze im Reichstag wurden nur selten geschaffen, denn sie bedurften einer Zustimmung der Reichsstände, welche die Exklusivität ihrer Fürsten- und Grafenbänke jedoch eifersüchtig verteidigten. Durch die Erhöhung des Adelsranges band das Kaiserhaus die Reichsritter aber stärker an sich, zumal die – nur anfänglich freiwilligen – Charitativsubsidien für das Reichsoberhaupt eine wichtige Einnahmequelle darstellten. Später handelten die Ritterkreise die Charitativsubsidien mit den kaiserlichen Räten aus. Ursprünglich sollten sie nur in Kriegs- und Notzeiten geleistet werden, verkamen jedoch später zu einer Art „Sondersteuer“, die von den Kantonen bei den Rittern eingefordert wurde und auch in Friedenszeiten weiterlief. Man wollte sich so den Kaiser als Schutzherren gewogen halten. Gleichzeitig hatte der Kaiser auf diese Weise eine Schicht zur Verfügung, die bei kriegerischen Unternehmen jederzeit verfügbar war.
Deshalb gewährte der Kaiser seiner Reichsritterschaft zahlreiche Privilegien. Rudolf II. erließ etwa das „Jus retractus“, ein Vor- und Rückkaufsrecht von Rittergütern innerhalb der Ritterkreise. Damit sollte die (allerdings eher theoretische) Erosion unterbunden werden, die im Falle von kaiserlichen Standeserhöhungen mit gleichzeitiger Aufnahme in die Reichsstände den Güterbestand der Reichsritterschaft durch die „Mitnahme“ der Territorien bedeutet hätte. Das „Privilegium de non arrestando“ verhinderte, dass der freie Ritteradel der Gerichtsbarkeit von mächtigen Reichsständen unterworfen werden konnte.
Die Ritter genossen zwar den besonderen Schutz des Kaisers, hatten aber auf den Reichstagen keinen Zugang und wurden auch nicht in die Reichskreisverfassung einbezogen. Ab dem Spätmittelalter schlossen sich die Reichsritter in Ritterbünden zusammen, die sich seit der ersten Hälfte des 16. Jahrhunderts zu Genossenschaften entwickelten. Sie bauten dabei auf der älteren Tradition der im Schwäbischen Kreis entstanden Gesellschaft mit Sankt Jörgenschild auf, übernahmen auch dessen Kantonalstruktur. Auf Grund von Steuerforderungen des Reichstags gegenüber den Reichsrittern im Jahre 1542 wegen der drohenden Gefahr durch die Türken musste die Reichsritterschaft eine präzise eigene Matrikel anlegen, die einerseits ihre Position stärkte, andererseits aber auch dem Kaiser garantierte, dass sie ihre Pflichten gegenüber dem Reich erfüllte.
Deshalb organisierte sich die Reichsritterschaft seit der Mitte des 16. Jahrhunderts in insgesamt 15 Ritterorten, von denen seit 1577 vierzehn in drei Ritterkreisen zusammengefasst wurden. Die Ritterorte wurden seit dem 17. Jahrhundert, entsprechend dem Vorbild der Kantone der Schweizer Eidgenossenschaft, Ritterkantone genannt. Die sechs Kantone Odenwald, Gebürg, Rhön-Werra, Steigerwald, Altmühl und Baunach (siehe auch Liste fränkischer Rittergeschlechter) gehörten dem fränkischen, die fünf Kantone Donau, Hegau-Allgäu-Bodensee, Neckar-Schwarzwald, Kocher und Kraichgau dem schwäbischen und die drei Kantone Oberrhein, Mittelrhein (hierzu gehörte z. B. die in der Burggrafschaft Friedberg organisierte Wetterauer Ritterschaft mit Sitz in der Reichsburg Friedberg) und Niederrhein dem rheinischen Ritterkreis an. Der Kanton Unterelsass nahm als 15. Kanton eine Sonderstellung ein. Die Ritterschaft im Unteren Elsass beugte sich im Dezember 1680 der Staatsmacht von Ludwig XIV., wodurch ihre Besitzungen und Lehen der französischen Souveränität unterstellt worden waren. Sie führte zwar noch den Titel der freiunmittelbaren Ritterschaft im unteren Elsaß, gehörte jedoch nicht mehr zum Heiligen Römischen Reich.
Ein bedeutendes Vorrecht der Ritterkantone war, dass sie in ihrem Bereich Reichssteuern selbst erheben durften. In zahlreichen Ortsgeschichten findet sich der Hinweis „steuerte zum Ritterkanton XY“. Dies ist aus zwei Gründen bemerkenswert: Erstens gehörte die Steuer zu den Kriterien der Landeshoheit und zu den Kriterien für Staatlichkeit, zweitens war Steuerbewilligung in der Frühen Neuzeit der wichtigste Hebel für korporative Mitbestimmung als Vorstufe von Demokratie.
Die Reichsritter übten in ihren Herrschaftsgebieten meist nur die Niedere Gerichtsbarkeit aus, die sich mit den Alltagsvergehen wie Diebstahl und Beleidigung auseinandersetzte. Die Hohe Gerichtsbarkeit, das „Blutgericht“, oblag in der Regel der benachbarten Territorialmacht. Um sich ihre Unabhängigkeit zu bewahren, suchten viele der Ritter auch weiterhin gute Beziehungen zu benachbarten Fürsten. Man versuchte auch, Einfluss auf die Regierung der geistlichen Fürstentümer zu nehmen und bemühte sich, Sitze in deren Domkapiteln zu erlangen und zu vererben; nach der Reformation taten dies nur noch die katholisch gebliebenen Reichsritter.
Die Forscher Helmut Neumaier und Volker Press sehen den eigentlichen Beginn einer Reichsritterschaft erst im Jahre 1542 (durch Immatrikulierung und ausschließliche Unterstellung unter den Kaiser). 1559 wurde das kaiserliche Privileg „wider die Landsasserey“ erlassen. 1609 folgte das Privileg „de non aliendo“.

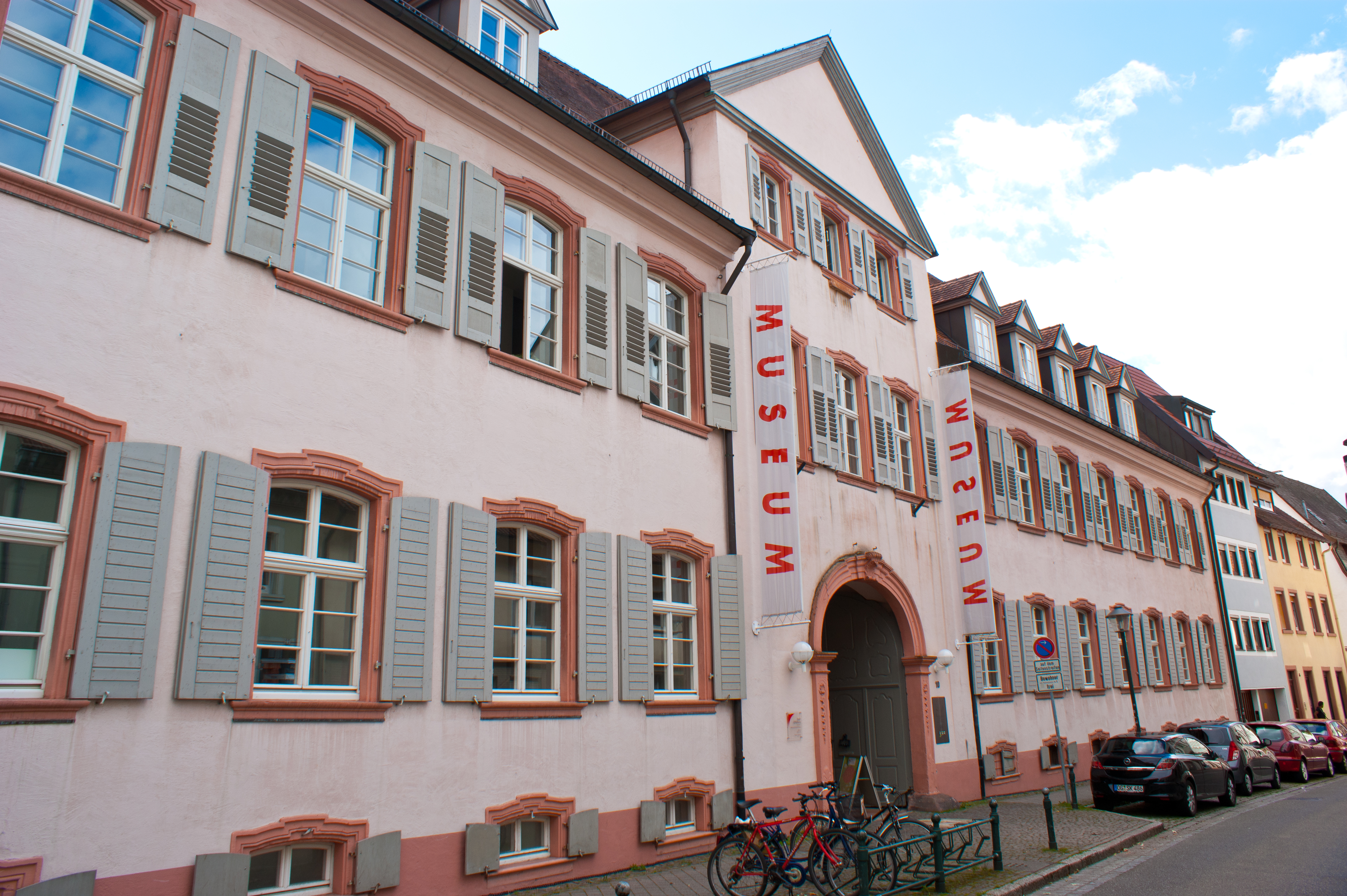
Das Ritterhaus in Offenburg, Versammlungsort der Ortenauer Reichsritterschaft

Seit 1577 fanden zwar als „Generalkorrespondenztage“ bezeichnete Zusammenkünfte der Reichsritterschaft statt, jedoch blieben die Kreise und besonders die Kantone auf Grund der starken territorialen Verankerung der Ritter wesentlich wichtiger. Jeder Kanton hatte seinen Ritterhauptmann und führte eine eigene Matrikel (Rittermatrikel) über die zur Ritterschaft gehörenden Personen und Güter. Die Reichsritterschaft war befreit von Reichssteuern und Einquartierungen, was aber – insbesondere im Dreißigjährigen Krieg – ein eher theoretisches Privileg blieb. Sie wurde jedoch sehr häufig durch den Kaiser zu Kriegsdiensten herangezogen und gewann dadurch auch erheblichen Einfluss im Militär, ferner auch in der Verwaltung des Reiches. Sie stellte einen bedeutenden Teil der kaiserlichen Generalität, der höheren Offiziere und Kriegsräte.
Ein Denkmal der Reichsritterschaft, das Palais der Reichsritterschaft, befindet sich in der Ortenau (Offenburg).

#### Anforderungen an Neuzugänge / Prozedere der Aufnahme
Es blieb es dem Ermessen der reichsritterschaftlichen Kantone vorbehalten, wann und ob sie einen vom Kaiser mit einem Diplom zum „Ritter des Reichs“ oder „Freiherren des Reichs“ Ausgezeichneten, der bisher nicht in der reichsritterschaftlichen Matrikel figurierte, in ihre Korporation aufnahmen, vorausgesetzt er besaß (oder erwarb) eine reichsfreie Herrschaft innerhalb des Kantonsbereichs. Vereinzelt wurden Neuzugänge auch als Personalisten (ähnlich wie bei den Personalisten auf den Grafen- und Fürstenbänken des Reichstags) aufgenommen, ohne dass sie eine reichsunmittelbare Grundherrschaft besaßen. Diese erlangten erst dann Sitz und Stimme im Konvent, wenn sie Güter im Wert von mindestens 6.000 rheinischen Gulden erworben hatten; der Sitz war dann aber nicht erblich.
Was Johann Kaspar Bundschuh (s. u.: Literatur) für Franken ausführlich dargestellt hat, galt für alle Ritterkreise und veranschaulicht wie die Reichsritter sich selbst sahen. Ein Kandidat musste zunächst reichsunmittelbaren Besitz vorweisen: im Wert von mindestens 6.000 fl./rhein. Falls der Wert darunter lag, musste er – falls altadlig – 600 Gulden (bei)„steuern“, als Neuadliger 750 Gulden. Er musste „von gutem Adel“ sein (alle acht Urgroßeltern!). Gelegentliche Nachsicht diesbezüglich war aber nicht ausgeschlossen. Er durfte keinem Landesherren unterstehen und kein Bürgerrecht einer Stadt besitzen. Ausschluss wurde angedroht für unstandesgemäßes Benehmen, Mesalliance, unanständige Profession, Annahme eines Bürgerrechts, übertriebene Schulden, Veräußerung der Güter, mangelnden Respekt vor dem Direktorium. Mit Hilfe eines Offizialberichts an den Kaiser und dessen „Resolution“ konnte die Aufhebung der Reichsunmittelbarkeit beantragt werden. Auch die Sequestration der Güter war nicht ausgeschlossen.
Die Neuaufnahme erforderte drei Schritte:
1. receptio in consortio equestre
2. Einverleibung in die Personalmatrikel eines bestimmten Kantons
3. Einholung des Einverständnisses aller Ritterkreise

### Charitativsubsidien

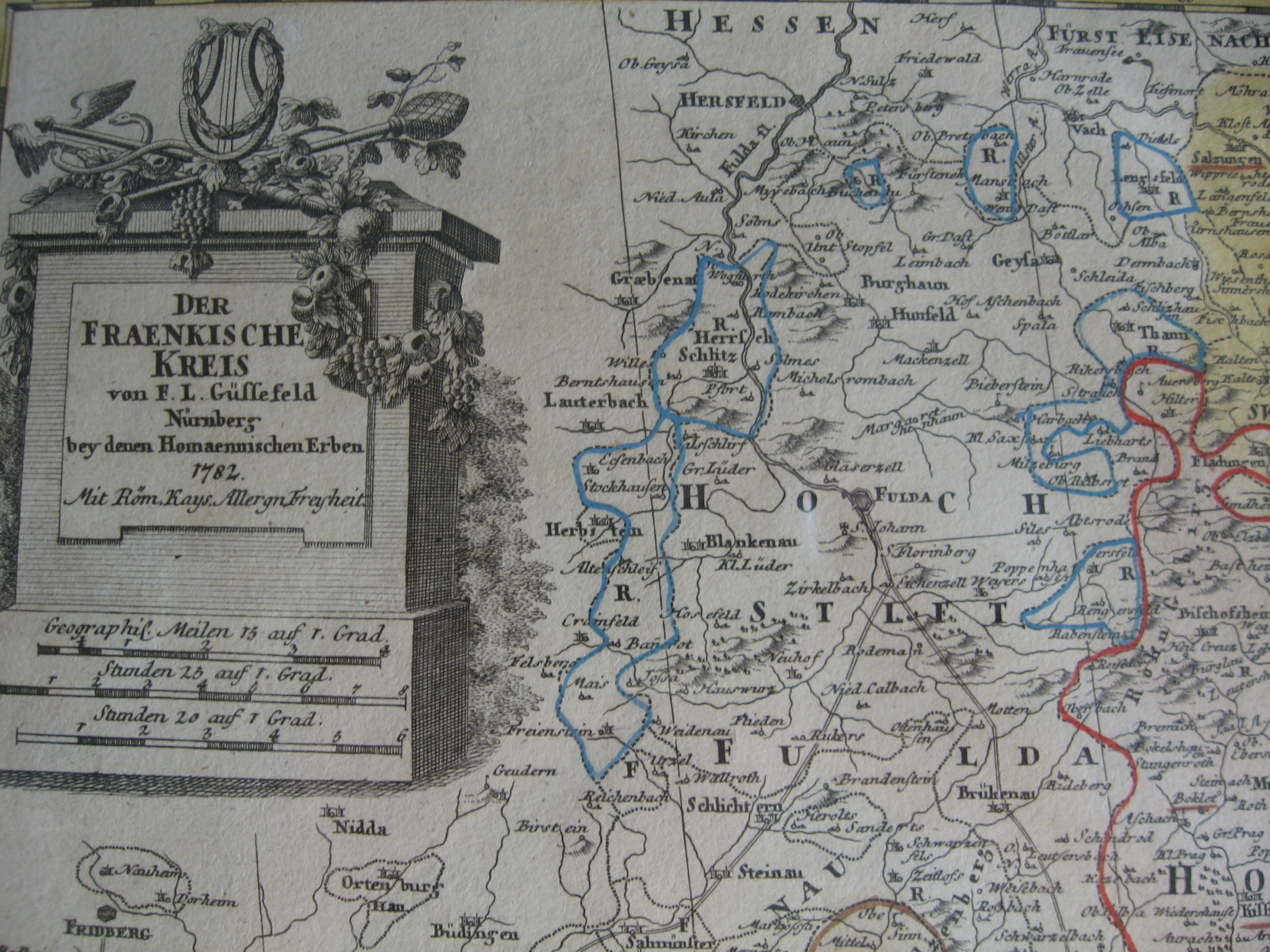
Reichsritterschaft (Fulda)

Einige Historiker interpretieren die Einführung der „freiwilligen“ Charitativsubsidien als eigentlichen Anlass für die Herausbildung der Reichsritterschaft. 1542 forderten die Reichsstände auf dem Reichstag zu Speyer die Heranziehung der Ritterschaft zur Finanzierung der Türkenkriege. Die Ritter mussten schließlich den Forderungen nachgeben, da die Reichsstände dem Kaiser sonst die finanzielle Türkenhilfe verweigert hätten. Man beschloss hierzu die Zahlung der „Charitativ Subsidien“ durch die Ritterschaft. Dies erforderte den Aufbau einer straffen Organisation, um diese Hilfsgelder notfalls auch zwangsweise von den Mitgliedern einziehen zu können.
Schon aus Eigeninteresse förderte der Kaiser deshalb den Aufbau der Kantone durch die Gewährung von besonderen Rechten und Privilegien. Bereits J. G. Kerner bemerkte hierzu in seinem 1786–89 erschienenen „Staatsrecht der Reichsritterschaft“:

„Die Charitativ Subsidien, welche die Ritterschaft dem Kaiser zahlte, sind gleichsam die Säule, auf welcher die ganze ritterschaftliche Verfassung ruhet. Durch dieselbe versichert sich die Ritterschaft … des allerhöchsten kaiserlichen Schutzes und dieser allerhöchste Schuz hat sie bisher in dem Teutschen Reich … aufrecht erhalten.“

### Reformation
Trotz der direkten Unterstellung unter das (faktisch stets katholische) Reichsoberhaupt traten viele der Ritter während der Reformation zum evangelischen oder reformierten Bekenntnis über. Hier spielten auch politische Gründe eine Rolle. Gerade die Dienstmannen der Hochstifte oder diejenigen Familien, die neben ihrem Reichslehen bzw. Allodialbesitz auch Lehen geistlicher Herren besaßen, nutzten die günstige Gelegenheit, um die Bindungen an ihre Lehnsherren zu lockern. Die Ritter Dietrich († 1526), Wolf († 1555) und Philipp († 1544) aus der Familie von Gemmingen, einer der einflussreichsten und verzweigtesten Familien der Reichsritterschaft, waren die ersten Ritter im Kraichgau, welche junge reformatorische Geistliche an ihre Ortskirchen in Gemmingen (1521), Fürfeld (1521) und Neckarmühlbach (1522) holten und die Reformation im Kraichgau prägten, die bald auf die umliegenden Gebiete und nicht zuletzt auch auf Württemberg-Mömpelgard abstrahlten. Auf der Gemmingen’schen Burg Guttenberg fanden zeitweise mehr als 20 verfolgte Pfarrer Asyl, von denen Erhard Schnepf, Johann Geiling und andere später andernorts als bedeutende Reformatoren wirkten. Die Bevölkerung musste nach dem Prinzip Cuius regio, eius religio die Konfession ihrer Herren übernehmen. Dies erklärt etwa die zahlreichen evangelischen Dörfer, die von den einstigen Hochstiften Bamberg und Würzburg umgeben waren. Allerdings kehrten einige reichsritterschaftliche Familien auch wieder zum katholischen Glauben zurück, z. B. um sich in Aussicht gestellte Stiftspfründen zu sichern oder weil sie in Dienste von Kirchenfürsten traten.
Nicht nur die Reichsritterschaft, sondern auch die ebenfalls reichsunmittelbaren Reichsstädte im deutschen Südwesten wandten sich mehrheitlich der Reformation zu, so dass sich religiöse Allianzen zwischen der Reichsritterschaft und den Städtekreisen bildeten. Als Ferdinand II. die Annexion der freien Reichsstadt Donauwörth durch Herzog Maximilian von Bayern duldete, befürchtete die Ritterschaft auch Übergriffe der katholischen Territorialmächte auf ihre Herrschaftsgebiete.
Während des Dreißigjährigen Krieges verhinderten zudem sowohl Ferdinand II. als auch sein Sohn Ferdinand III. die von der Reichsritterschaft angestrebte Neutralisierung der Konfessionsfrage, wohingegen der kaiserliche General Wallenstein immer bestrebt war, das Reichsheer überkonfessionell zu halten und den Krieg als Reichsaktion gegen Verfassungsbruch und Rebellion, nicht aber als Religionskrieg zu führen. Nachdem Wallenstein das Reich unterworfen hatte, erließ Ferdinand II. jedoch 1629 das Restitutionsedikt und verprellte damit die evangelischen Reichsstände. Besonders die fränkischen Ritterkantone unterdrückten nach der schwedischen Invasion rigoros jegliche katholischen Aktivitäten in ihren Einflussgebieten. Nach dem Friedensschluss von 1648 verschärfte sich dieser Konflikt zusätzlich.
Einige Ritter forderten aus diesen Gründen die Kantone auf, als reichsritterschaftliche Korporation die Reichsstandschaft anzustreben, die ja auch den Reichsstädten zuerkannt worden war. Bürgerliche „Pfeffersäcke“ seien adeligen Rittern vorgezogen worden. Allerdings kam es in dieser Frage, die bis zum Korrespondenztag in Esslingen (1688) erörtert wurde, zu keiner endgültigen Einigung zwischen den Kantonen.
Im 18. Jahrhundert traten Glaubensfragen in den Hintergrund und auch die Gefahr kleinteiliger territorialer Auseinandersetzungen, wie es sie vor den großen Kriegen des 17. Jahrhunderts gegeben hatte, bestand kaum noch. Viele Reichsritter standen in hohen zivilen oder militärischen Diensten des Kaisers oder der umliegenden Territorialfürsten. Unter den führenden Köpfen der reichsritterschaftlichen Familien fanden sich viele, die studierte Verwaltungsjuristen waren und ihre Besitztümer nach neuzeitlichen Kriterien verwalteten. Der letzte Generaldirektor der Reichsritterschaft war Karl Friedrich Reinhard von Gemmingen (1739–1822). Er war Justizminister am Hofe des brandenburg-ansbachischen Markgrafen Karl Alexander, wurde 1790 Generaldirektor der Reichsritterschaft und vertrat diese als Deputierter bei der letzten außerordentlichen Reichsdeputation.

### „Rittersturm“
1802/03 setzte die Mediatisierung der bisher reichsunmittelbaren Reichsritterschaft ein. In der Neuordnung des Reiches im Reichsdeputationshauptschluss 1803 waren die Reichsritterschaften im Gegensatz zu den geistlichen Fürstentümern (Säkularisation) eigentlich verschont geblieben. Bereits im Winter 1802/1803 hatten aber die Territorialstaaten Bayern und Württemberg versucht, sich mit Abtretungs- und Überweisungspatenten der benachbarten, meist zersplitterten und kleinen Gebiete der Reichsritter zu bemächtigen. Im Herbst 1803 wurden im sogenannten „Rittersturm“ die meisten der ungefähr 300 Reichsrittergüter von ihren größeren Nachbarn faktisch einverleibt. Die Maßnahmen wurden von Kaiser Franz II. als illegal bezeichnet, er konnte sie aufgrund der Machtverhältnisse im Reich aber faktisch nicht rückgängig machen. 1806 erfolgte mit dem Ende des Reiches dann die endgültige Mediatisierung der Reichsritter. Die Rheinbundakte sanktionierte in Artikel 25 die einseitigen Maßnahmen der Territorialstaaten.

## Forschungsstand
Trotz der grundlegenden Forschungen von Volker Press (1939–1993), die meist in Form von Aufsätzen in verschiedenen historischen Zeitschriften publiziert wurden, ist das verfassungsgeschichtliche Phänomen der Reichsritterschaft bislang nur unzureichend erforscht. Von allen Herrschaftsformen des alten Reiches ist diese am schwersten begrifflich fassbar. Bis heute werden besonders die Ursprünge und Grundlagen der freien Ritterschaft kontrovers diskutiert. Bereits das renommierte Lexikon des Mittelalters bemerkt hierzu: „Die mitunter geäußerte Vermutung, die Reichsritterschaft sei ganz oder überwiegend von Familien der ehem. Reichsministerialität getragen worden, trifft nicht zu …“.
Die neuere Literatur beschäftigt sich überwiegend mit der reichsunmittelbaren Ritterschaft einzelner Gebiete oder Ritterkantone. Zum landsässigen (abhängigen) Niederadel gibt es wesentlich mehr verlässliches Schrifttum.